# NGC 612
NGC 612 je galaksija u zviježđu Kipar.

## Vanjske poveznice
- SEDS: NGC 0612